# José María Heredia y Campuzano

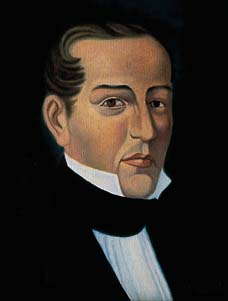
José María Heredia.

José María Heredia y Campuzano, född den 31 december 1803 i Santiago på Kuba, död den 7 maj 1839 i Toluca i Mexiko, var en spanskspråkig skald. Han var kusin till José-María de Heredia. 
Heredia var en tid advokat i Matanzas, men invecklades i en konspiration mot spanska styrelsen och landsförvisades på livstid 1823.
Heredia uppehöll sig i tre år i Förenta staterna som språklärare och översättare från franska och italienska och innehade sedan flera höga poster i Mexiko, bland annat som generaldirektör för allmänna undervisningen.
Som skald var Heredia fullblodsromantiker med utpräglad subjektiv läggning; en blandning av tropisk sensualism och drömmande melankoli framträder starkt i hans dikter, som ofta inspirerats av hemlängtan.
Största ryktet vann Heredia genom A Niágara och Teocalí ó templo de Cholula, ett mönster av deskriptiv poesi. Att anteckna är även ett drama på vers, Altreo (1822) och Lecciones de historia universal (1830–31).